# Dristigheten (1900)
Dristigheten, officiellt HM Pansarbåt Dristigheten, var en pansarbåt som tillhörde den svenska marinen. Hon var en vidareutveckling av Oden-klassens pansarskepp och skilde sig främst från den klassen genom sitt kraftigare sekundärartilleri. Huvudbestyckningen utgjordes ursprungligen av två 21 cm kanoner och sekundärbestyckningen av sex 15,2 cm kanoner. Dristigheten byggdes vid Lindholmens varv i Göteborg och sjösattes den 28 april 1900. Den 5 september 1901 levererades fartyget som pansarskepp till marinen, och år 1927 beslutade man att bygga om henne till flygdepåfartyg varpå hela bestyckningen byttes ut och ny utrustning tillkom. Dristigheten utrangerades den 13 juni 1947 och användes därefter som målfartyg vid skjutövningar och sprängförsök, innan hon år 1961 såldes för skrotning i Göteborg.

## Bakgrund
I slutet av 1800-talet gick den tekniska utvecklingen mycket fort framåt, och trots att det första fartyget i Oden-klassen ännu ännu inte hade levererats fick Marinförvaltningen hösten 1896 i uppdrag att ta fram ritningar till en ny pansarbåt av samma typ. Året därpå lämnades så ett förslag på ett fartyg som var likt Oden-klassen, dock med flera förbättringar. Två företag, Motala Verkstads Nya Aktiebolag och Lindholmens Verkstads Aktiebolag, fick gemensamt uppdraget att bygga fartyget, och kölen sträcktes på Lindholmen i Göteborg den 6 februari 1899. Till skillnad från tidigare pansarbåtar, som fått namn efter varelser i den nordiska mytologin, namngavs Dristigheten efter linjeskeppet med samma namn från Gustav III:s regeringstid.

## Utformning
Dristigheten var 89 meter lång, 14,77 meter bred och hade ett djupgående på 4,92 meter. Standarddeplacementet var 3 200 ton och det maximala deplacementet uppgick till 3 600 ton. Pansaret var av en ny ythärdad typ som hade bättre skyddande förmåga, varför man kunde minska tjockleken och bepansra en större del av fartyget utan att öka vikten. Pansartjockleken i sidorna var 200 mm och pansardäckets tjocklek var 25 mm.

### Maskineri
Framdrivningsmaskineriet utgjordes av kolvångmaskiner och ångpannor. Pannorna var åtta till antalet och var uppställda i två eldrum. Den största nyheten hos dessa var att de var vattenrörspannor, till skillnad från tidigare pansarbåtar som haft eldrörspannor. Ångan från pannorna levererades till två stycken trecylindriga trippelexpansions ångmaskiner som tillsammans avgav en effekt på 5 400 indikerade hästkrafter. Maskinerna var kopplade till var sin propeller via var sin axel.

### Bestyckning
När man valde huvudbestyckning för Dristigheten gick man ifrån den tidigare använda kalibern 25,4 cm till förmån för en 21 cm pjäs, som var mer snabbskjutande och dessutom hade längre räckvidd. Huvudbestyckningen blev således två 21 cm kanoner m/98 som placerades i var sitt torn, ett i fören och ett i aktern.
Erfarenheter från omvärlden hade visat att det medelsvåra artilleriet hade stor betydelse på fartyg av Dristighetens typ, varför detta utökades både i antal och kaliber i förhållande till Oden-klassen. Sex stycken 15,2 cm kanoner m/98 placerades i tre bepansrade kasematter på vardera sida av fartyget.
Det övriga bestyckningen utgjordes av tio 57 mm kanoner M/798B och två 45,7 cm undervattenstorpedtuber m/99. Dessutom fanns en 37 mm kanon m/98B i de två ångslupar som medfördes.

## Historia
Dristigheten sjösattes den 28 april 1900 och levererades till marinen den 5 september året därpå. År 1906 besökte man Tyskland och England, och i november samma år avgick Dristigheten som första maskindrivna fartyg på den långresa som av tradition genomfördes varje vinterhalvår. Resan gick till medelhavsländer i sydeuropa och nordafrika, och i april 1907 var man tillbaka i Karlskrona. År 1910–1911 byggdes den förliga masten om till en tripodmast som bar upp en märs med en tvåmeters avståndsmätare, och år 1922 byttes två av 57 mm kanonerna ut mot luftvärnskanoner av samma kaliber som placerades på kanontornens tak.

### Ombyggnad till flygdepåfartyg
År 1927 beslutade man att bygga om Dristigheten till depåfartyg åt de pontonförsedda flygplan som ingick i kustflottans flygavdelning. Hela den gamla bestyckningen, inklusive 21 cm kanonerna, togs då bort. Fyra av 15,2 cm kanonerna kom senare att användas för att bestycka hjälpkryssare som användes under andra världskriget. Istället fick Dristigheten ett luftvärn som utgjordes av fyra 7,5 cm luftvärnskanoner M/15-23 och fyra 8 mm kulsprutor m/14-29. Man byggde även till en ny överbyggnad som sträckte sig över hela akterskeppet och bland annat innehöll verkstäder. Taket av denna blev uppställningsplats för flygplan, som lyftes ombord med hjälp av en ny lyftkran som monterades längst akterut.

### Andra världskriget
Enligt mobiliseringsplanen inför andra världskriget ingick Dristigheten i kustflottans spaningsavdelning tillsammans med HMS Gotland och sex jagare. Fartyget hade dock inte erhållit tillräcklig översyn, vilket orsakade haverier i maskinanläggningen. Då Danmark och Norge invaderades den 9 april 1940 låg således Dristigheten på översyn vid örlogsvarvet i Stockholm. Efter översynen sattes fartyget in i kustflottan, där hon kvarblev i organisationen fram till slutet av kriget, då hon flyttades till Karlskronaavdelningen.

### Utrangering
Efter andra världskriget hade Dristigheten spelat ut sin roll och hon utrangerades den 13 juni 1947. Innan skrotningen användes hon vid flera tillfällen som målfartyg för beskjutningar och sprängförsök. Sommaren 1960 genomfördes en övningsskjutning där flottans jagare och fregatter fick skjuta med skarp ammunition mot Dristigheten. Efter skjutningen sattes skyddstjänstsgrupper ombord för att täta läckor, och man började bogsera in fartyget mot Karlskrona. I skärgården var man dock tvungen att sätta fartyget på grund, och hon sjönk på tio meters djup. Man byggde då en sarg av brädor runt fartyget, vartefter man kunde pumpa ut vattnet och bogsera in fartyget till Oscarsdockan i Karlskrona. Året därpå såldes fartyget för skrotning i Göteborg.

## Galleri

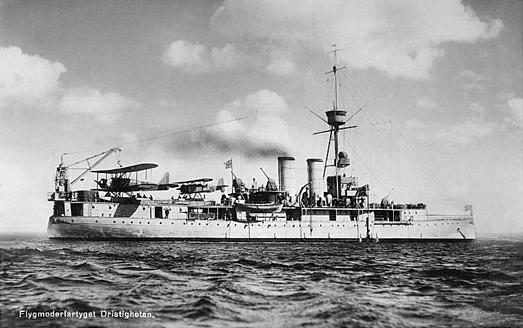
Dristigheten som flygdepåfartyg
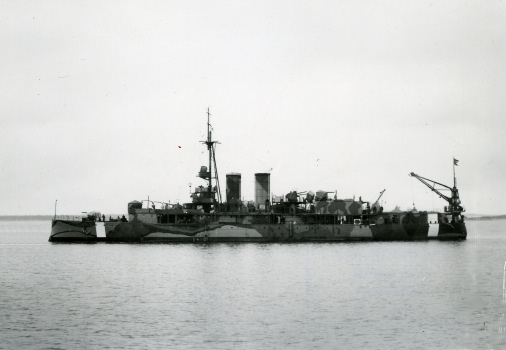
Som depåfartyg under andra världskriget
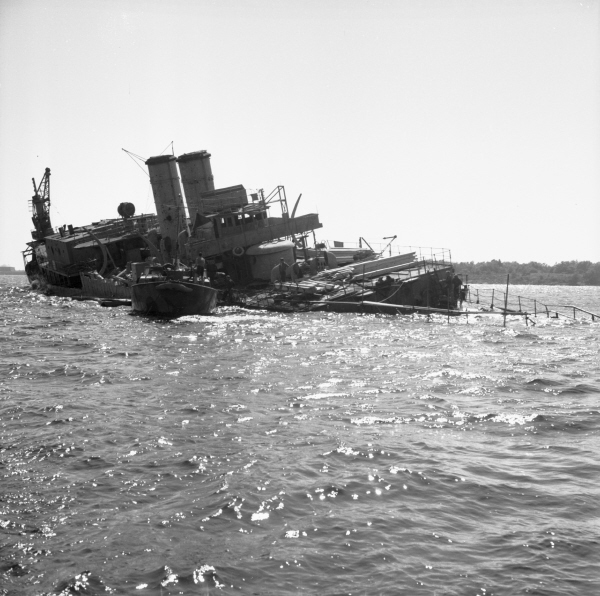
Sjunket i Karlskronas skärgård
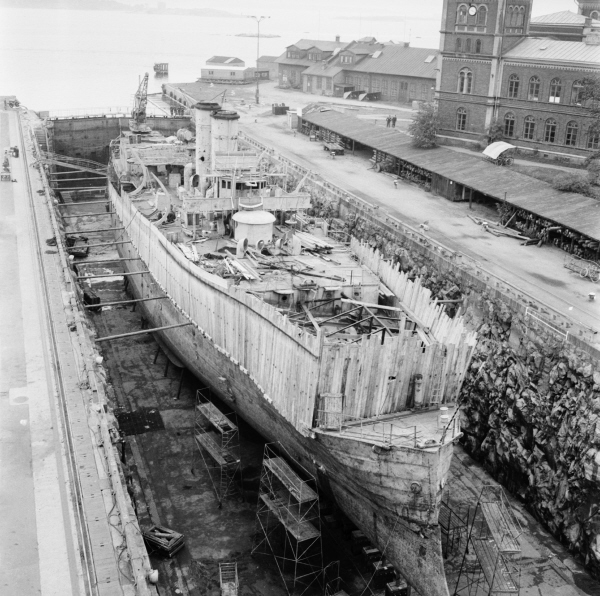
I torrdocka efter bärgningen